# Nuria González
Nuria González (Màlaga, 16 de maig de 1962) és una actriu andalusa. Coneguda pels seus treballs en televisió, també té una llarga trajectòria com a actriu de cinema i teatre, amb obres com  5mujeres.com  al Teatro Alcázar de Madrid, Bodas de sangre, Cinco cubiertos, Fiestas gordas del vino y del tocino, Orgía, María Sarmiento.

## Filmografia

### Cinema
- Perro, ¿qué miras? (1995, curtmetratge)
- El amor perjudica seriamente la salud (1996)
- Los siete pecados capitales (1997, curtmetratge)
- El milagro de P. Tinto (1998)
- Señores de Gardenia (1998, curtmetratge)
- Gente pez (2001)
- Torremolinos 73 (2003)
- El Calentito (2005)
- La semana que viene (sin falta) (2005)
- Pudor (2007)
- Mataharis(2007)
- Pudor (2007)

### Televisió
- Crónicas urbanas (1991)
- Todo va bien (1993)
- Karaoke especial estrellas Telecinco (1995)
- El sexólogo(1994-1996)
- Éste es mi barrio (1996-1997)
- El sueño de una noche... vieja (1997)
- El botones Sacarino (2000-2001)
- Manos a la obra(1997-2000)
- Padre Coraje (2002)
- Gala Un Paso Adelante (2002)
- Maneras de sobrevivir (2005)
- Los Serrano (2003-2006)
- Películas para no dormir: Para entrar a vivir (2006)
- Física o química (2008-2011)

## Premis i nominacions
| Any  | Premi                                        | Categoria                | Títol        | Resultat   |
| ---- | -------------------------------------------- | ------------------------ | ------------ | ---------- |
| 2005 | Festival de Cinema de Màlaga                 | Millor actriu            | El Calentito | Guanyadora |
| 2005 | Festival de Cinema de Comèdia de Monte-Carlo | Millor actriu            | El Calentito | Guanyadora |
| 2008 | Unio d'actors espanyols                      | Millor actriu secundària | Mataharis    | Guanyadora |
| 2008 | Premis Goya                                  | Millor actriu secundària | Mataharis    | Nominada   |
| 2008 | ercle d'Escriptors Cinematogràfics           | Millor actriu secundària | Mataharis    | Nominada   |